# 楊廣
楊 広（よう こう、? - 32年）は、中国の新代から後漢時代初期にかけての武将。字は春卿。涼州隴西郡上邽県の人。
| 姓名           | 楊広             |
| 時代           | 新代 - 後漢時代  |
| 生没年         | 生年不詳 - 32年  |
| 字・別号       | 春卿（字）       |
| 本貫・出身地等 | 涼州隴西郡上邽県 |
| 職官           | 右将軍〔隗囂〕   |
| 爵位・号等     | -                |
| 陣営・所属等   | 隗囂             |
| 家族・一族     | 〔不詳〕         |

## 事跡
隴右に割拠した新末後漢初の群雄の一人の隗囂の配下である。
更始帝（劉玄）が即位し、王莽が敗北したと聞いて、成紀（天水郡）の豪族の隗崔（隗囂の叔父）・隗義（隗囂の兄）が挙兵しようとすると、楊広は冀県（天水郡）の周宗と共にこれに呼応し、鎮戎の大尹（新制における天水郡の太守）を討ち取っている。その後、隗囂が上将軍として頭領に推戴されると楊広も配下に加わり、漢復元年（23年）7月に隗囂が郡国に発した漢朝復興の檄においても、楊広は右将軍として名を列ねた。
その後、隗囂は更始帝の招請に応じて長安入りしているが、結局対立して帰還している。建武2年（26年）、長安を支配していた赤眉軍が隴県（天水郡）に向かって進軍してくると、楊広は隗囂の命令を受けて迎撃し、烏枝（安定郡）・涇陽（左馮翊池陽県など）の間まで追撃して赤眉軍を大いに破った。
その後も、楊広は隗囂の腹心の一人としてその統治を補佐している。建武7年（31年）、隗囂が公孫述の傘下となり、朔寧王に封じられて漢に叛いたため、楊広もこれに追従した。この際に、旧交があった馬援から漢への帰順を促す手紙を受け取っているが、楊広はこれに応じなかった。
建武8年（32年）になると、隗囂軍は政軍両面で次々と漢軍に切り崩され窮地に陥る。楊広は、隗囂とその妻子を守りつつ西城（隴西郡）に立て籠もったが、漢の呉漢・岑彭の軍に包囲されてしまう。そして、包囲から1カ月余りして、楊広は死去した。死因は不明である。